# Isla San Pedro Nolasco
Isla San Pedro Nolasco är en ö i Mexiko. Den hör till kommunen Guaymas i delstaten Sonora, i den nordvästra delen av landet. Arean är 3,5 kvadratkilometer.
Isla San Pedro Nolasco ligger ungefär 15 kilometer från kusten och ungefär 28 kilometer från samhället San Carlos. Ön är ett skyddat naturreservat och en populär turistdestination för sportfiske och dykning.

## Galleri

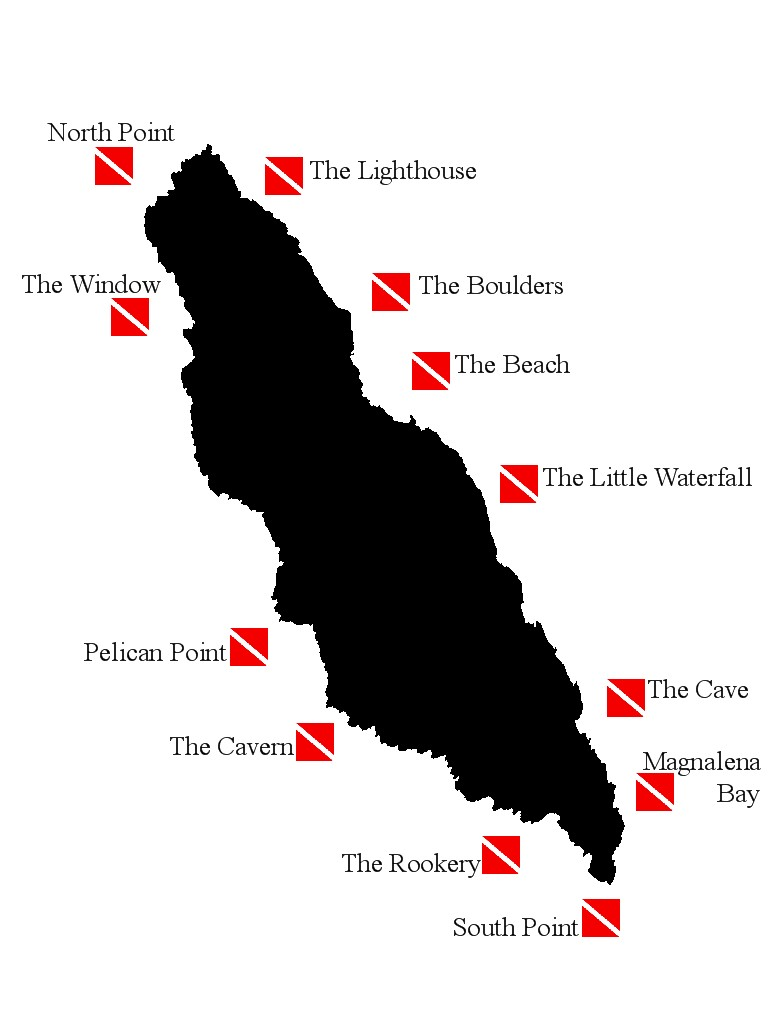
Karta över dykningsplatser
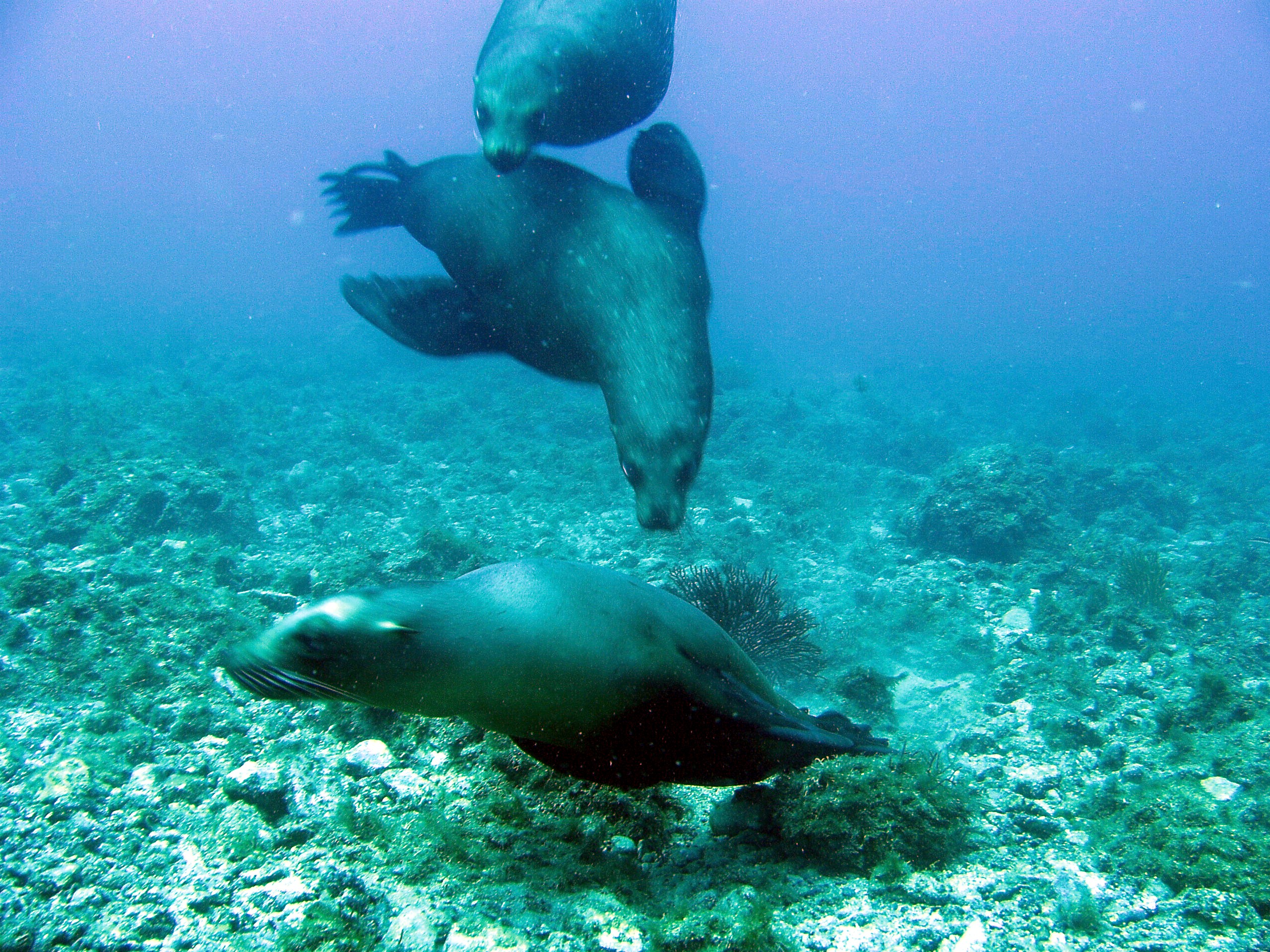
Sjölejon utanför Isla San Pedro Nolasco
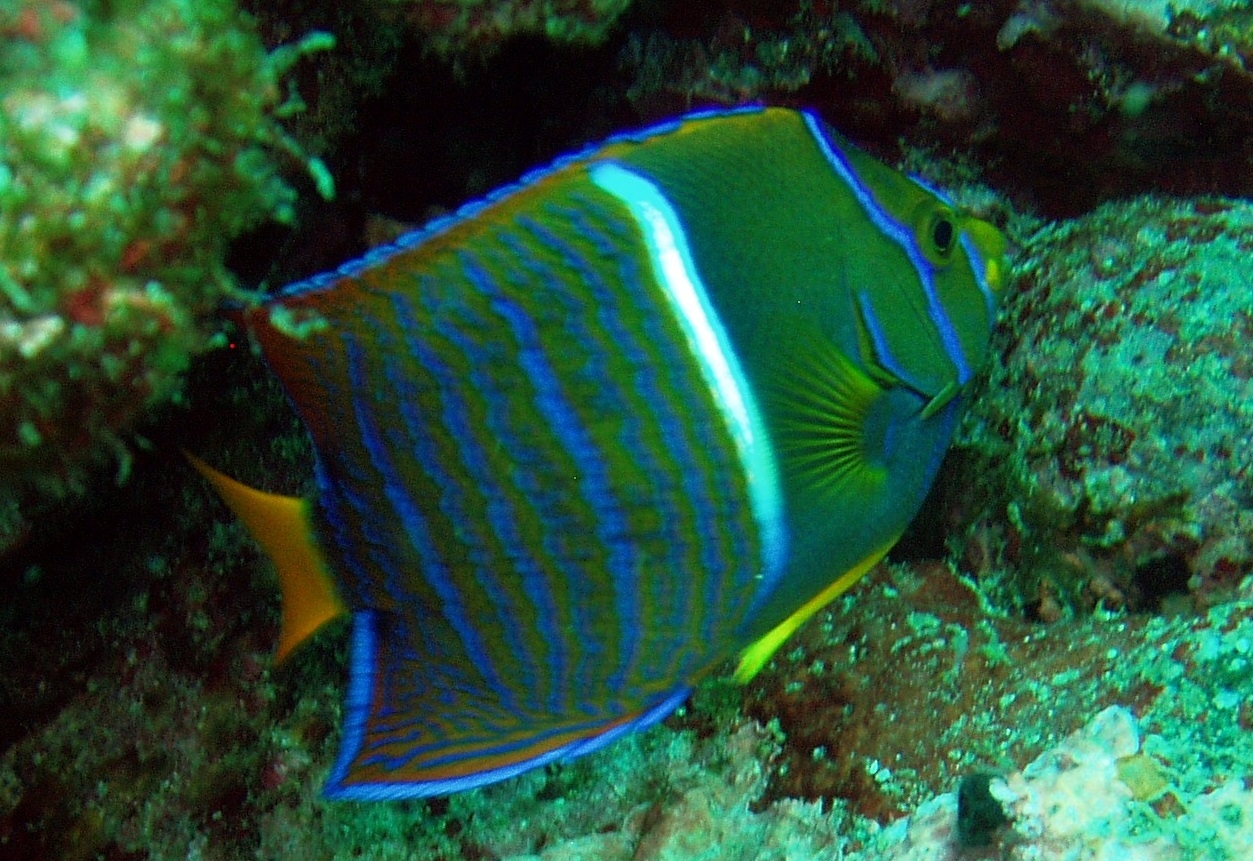
Holacanthus passer
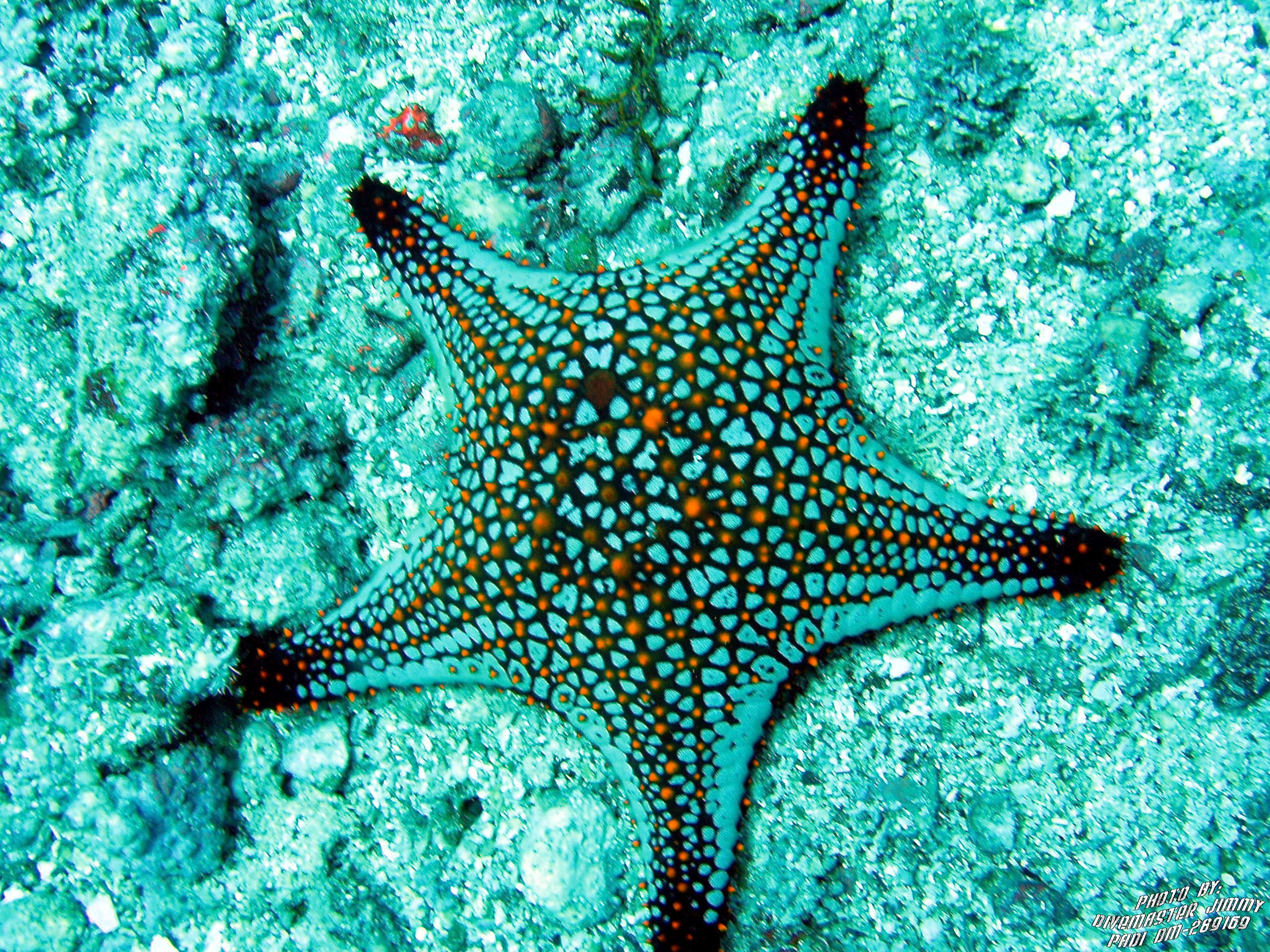
Sjöstjärna